# Associazione Calcio Marzotto 1958-1959
Questa pagina raccoglie le informazioni riguardanti l'Associazione Calcio Marzotto nelle competizioni ufficiali della stagione 1958-1959.

## Rosa
| N. |                   | Ruolo | Calciatore          |
| -- | ----------------- | ----- | ------------------- |
|    | Italia (bandiera) | P     | Roberto Anzolin     |
|    | Italia (bandiera) | A     | Agostino Bortolazzi |
|    | Italia (bandiera) | A     | Livio Busato        |
|    | Italia (bandiera) | D     | Luciano Buzzacchera |
|    | Italia (bandiera) | D     | Francesco Carta     |
|    | Italia (bandiera) | C     | Mario Dal Molin     |
|    | Italia (bandiera) | C     | Alfredo Fin         |
|    | Italia (bandiera) | D     | Giuseppe Galvanin   |
|    | Italia (bandiera) | C     | Fulvio Mosca        |
|    | Italia (bandiera) | A     | Nicola Novali       |
|    | Italia (bandiera) | C     | Benito Novello      |
|    | Italia (bandiera) | A     | Gian Domenico Orio  |

| N. |                   | Ruolo | Calciatore             |
| -- | ----------------- | ----- | ---------------------- |
|    | Italia (bandiera) | A     | Ferdinando Parise      |
|    | Italia (bandiera) | C     | Attilio Porra          |
|    | Italia (bandiera) | P     | Emilio Pozzan          |
|    | Italia (bandiera) | A     | Angelo Ruffinoni       |
|    | Italia (bandiera) | C     | Giorgio Rumignani      |
|    | Italia (bandiera) | C     | Marcello Saccardo      |
|    | Italia (bandiera) | C     | Neri Sacchiero         |
|    | Italia (bandiera) | P     | Gianbattista Servidati |
|    | Italia (bandiera) | A     | Gian Pietro Schiavo    |
|    | Italia (bandiera) | C     | Marcello Svorenich     |
|    | Italia (bandiera) | D     | Gianni Tibaldo         |

## Risultati

### Campionato

#### Girone di andata
| 8 gennaio 1958 1ª giornata | Marzotto Valdagno | 0 – 0 | Atalanta |  |

| 28 settembre 1958 2ª giornata | Novara | 6 – 2 | Marzotto Valdagno |  |

| 5 ottobre 1958 3ª giornata | Marzotto Valdagno | 3 – 0 | Messina |  |

| 12 ottobre 1958 4ª giornata | Marzotto Valdagno | 0 – 1 | Palermo |  |

| 19 ottobre 1958 5ª giornata | Brescia | 0 – 0 | Marzotto Valdagno |  |

| 26 ottobre 1958 6ª giornata | Parma | 2 – 1 | Marzotto Valdagno |  |

| 2 novembre 1958 7ª giornata | Marzotto Valdagno | 2 – 0 | Como |  |

| 16 novembre 1958 8ª giornata | Marzotto Valdagno | 1 – 0 | Reggiana |  |

| 23 novembre 1958 9ª giornata | Vigevano | 0 – 0 | Marzotto Valdagno |  |

| 30 novembre 1958 10ª giornata | Marzotto Valdagno | 2 – 0 | Verona |  |

| 7 dicembre 1958 11ª giornata | Sambenedettese | 0 – 1 | Marzotto Valdagno |  |

| 14 dicembre 1958 12ª giornata | Marzotto Valdagno | 0 – 1 | Lecco |  |

| 21 dicembre 1958 13ª giornata | Catania | 0 – 1 | Marzotto Valdagno |  |

| 15 dicembre 1946 14ª giornata | Taranto | 1 – 1 | Marzotto Valdagno |  |

| 4 gennaio 1959 15ª giornata | Marzotto Valdagno | 1 – 0 | Simmenthal-Monza |  |

| 11 gennaio 1959 16ª giornata | Venezia | 0 – 1 | Marzotto Valdagno |  |

| 18 gennaio 1959 17ª giornata | Marzotto Valdagno | 1 – 0 | Prato |  |

| 25 gennaio 1959 18ª giornata | Zenit Modena | 0 – 0 | Marzotto Valdagno |  |

| 1º febbraio 1959 19ª giornata | Marzotto Valdagno | 1 – 0 | Cagliari |  |

#### Girone di ritorno
| 8 febbraio 1959 20ª giornata | Atalanta | 0 – 0 | Marzotto Valdagno |  |

| 15 febbraio 1959 21ª giornata | Marzotto Valdagno | 0 – 1 | Novara |  |

| 22 febbraio 1959 22ª giornata | Messina | 0 – 0 | Marzotto Valdagno |  |

| 1º marzo 1959 23ª giornata | Palermo | 1 – 0 | Marzotto Valdagno |  |

| 8 marzo 1959 24ª giornata | Marzotto Valdagno | 0 – 1 | Brescia |  |

| 15 marzo 1959 25ª giornata | Marzotto Valdagno | 0 – 0 | Parma |  |

| 19 marzo 1959 26ª giornata | Como | 4 – 0 | Marzotto Valdagno |  |

| 22 marzo 1959 27ª giornata | Reggiana | 0 – 0 | Marzotto Valdagno |  |

| 29 marzo 1959 28ª giornata | Marzotto Valdagno | 0 – 1 | Vigevano |  |

| 5 aprile 1959 29ª giornata | Verona | 3 – 0 | Marzotto Valdagno |  |

| 12 aprile 1959 30ª giornata | Marzotto Valdagno | 1 – 1 | Sambenedettese |  |

| 19 aprile 1959 31ª giornata | Lecco | 2 – 0 | Marzotto Valdagno |  |

| 26 aprile 1959 32ª giornata | Marzotto Valdagno | 1 – 2 | Catania |  |

| 3 maggio 1959 33ª giornata | Marzotto Valdagno | 1 – 0 | Taranto |  |

| 10 maggio 1959 34ª giornata | Simmenthal-Monza | 2 – 1 | Marzotto Valdagno |  |

| 17 maggio 1959 35ª giornata | Marzotto Valdagno | 2 – 1 | Venezia |  |

| 24 maggio 1959 36ª giornata | Prato | 2 – 1 | Marzotto Valdagno |  |

| 31 maggio 1959 37ª giornata | Marzotto Valdagno | 1 – 2 | Zenit Modena |  |

| 6 giugno 1959 38ª giornata | Cagliari | 2 – 0 | Marzotto Valdagno |  |